# Vuelo 3603 de Aeroflot
El vuelo 3603 de Aeroflot era un Tupolev Tu-154 que operaba un vuelo de pasajeros nacional programado desde Krasnoyarsk a Norilsk, ambos en la Unión Soviética, que se estrelló al intentar aterrizar el 17 de noviembre de 1981. De los 167 pasajeros y tripulantes a bordo, 99 eran muerto en el accidente.

## Accidente
Estaba oscuro y había un cielo nublado bajo con una base de nubes de alrededor de 400 pies (120 m) cuando el Tupolev Tu-154 comenzó su aproximación al aeropuerto de Norilsk. La aeronave pesaba aproximadamente 5000 libras (2300 kg) por encima de su peso calculado y su centro de gravedad estaba más allá del límite delantero para el tipo. La condición de morro pesado hizo que el vuelo 3603 descendiera a través de la ruta de planeo mientras realizaba su aproximación final. El capitán del vuelo 3603 inició una maniobra de motor y al aire, pero el avión golpeó un montículo aproximadamente a 460 m (1500 pies) antes de la pista. Cuatro tripulantes más 95 pasajeros murieron en el accidente.

## Causas
La causa principal del accidente fue que la tripulación no calculó con precisión el peso de aterrizaje adecuado, no se alineó con la pista a la velocidad de aproximación adecuada, no abortó el aterrizaje y el motor y al aire a tiempo y no pudo mantener el control del acelerador automático.